# Nikolai Nikolajewitsch Tscherepnin

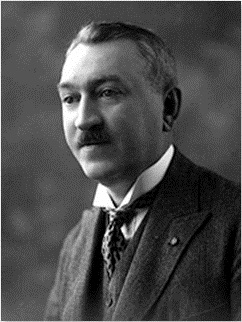
Nikolai Nikolajewitsch Tscherepnin

Nikolai Nikolajewitsch Tscherepnin (russisch Николай Николаевич Черепнин; * 3. Maijul. / 15. Mai 1873greg. in Sankt Petersburg; † 26. Juni 1945 in Issy-les-Moulineaux) war ein russischer Komponist.

## Leben und Werk
Tscherepnin studierte am Sankt Petersburger Konservatorium bei Nikolai Rimski-Korsakow und leitete hier als Professor bis 1918 eine Orchesterklasse. Als Dirigent und Komponist war er 1909 bis 1914 auch in Paris bei den Ballets Russes von Sergei Djagilew zu Gast. Von 1918 bis 1921 war er Direktor des Konservatoriums und der Oper von Tiflis. Danach lebte er in Paris, wo er zwischen 1925 und 1929 sowie 1938 bis 1945 das Konservatorium für russische Musik leitete.
Neben seiner Bearbeitung und Vervollständigung (1923) der Oper Der Jahrmarkt von Sorotschinzy von Modest Mussorgski komponierte Tscherepnin zwei Opern Swat – Der Heiratsvermittler (1930) und Vanka der Kammerdiener (1933), Ballette, kammermusikalische Werke, ein Oratorium (Der Gang der Muttergottes durch die Stätten der Qual), eine Kantate, Klavierstücke, Chöre und Lieder.
Ein bedeutender (Dirigier-)Schüler war Sergej Prokofjew, den er zu seiner 1. Sinfonie Symphonie Classique anregte.
Tscherepnins Sohn Alexander Tscherepnin wurde als Komponist und Pianist bekannt. Seine Enkel Ivan und Serge waren ebenfalls Komponisten.